# Summerfield (Ohio)
Summerfield é uma vila localizada no estado norte-americano de Ohio, no Condado de Noble.

## Demografia
Segundo o censo norte-americano de 2000, a sua população era de 296 habitantes.
Em 2006, foi estimada uma população de 290, um decréscimo de 6 (-2.0%).

## Geografia
De acordo com o United States Census Bureau tem uma área de
1,0 km², dos quais 1,0 km² cobertos por terra e 0,0 km² cobertos por água. Summerfield localiza-se a aproximadamente 366 m acima do nível do mar.

## Localidades na vizinhança
O diagrama seguinte representa as localidades num raio de 16 km ao redor de Summerfield.